# Pricea minimae
Pricea minimae är en plattmaskart. Pricea minimae ingår i släktet Pricea och familjen Gastrocotylidae. Inga underarter finns listade i Catalogue of Life.